# 青木一在
青木 一在（あおき かずあり）は、江戸時代中期の摂津国麻田藩の世嗣。

## 略歴
寛延2年（1749年）、麻田藩8代藩主・青木一新の嫡男として誕生。
明和2年（1765年）に江戸幕府10代将軍・徳川家治に御目見した。しかし、翌年早世した。享年18。
一在没後、伊予国宇和島藩主・伊達村年の三男・一貫が一新の婿養子に迎えられ嫡子となった。